# Saskatchewan Grain Growers' Association
La Saskatchewan Grain Growers' Association (SGGA) était une association d'agriculteurs active dans la Saskatchewan, au Canada, au début du XXe siècle, où elle a succédé à la Territorial Grain Growers' Association en 1905, quand la Saskatchewan est devenue une province.
L'association soutenait les agriculteurs dans leur lutte contre les négociants en grains et les chemins de fer, et a joué un rôle important dans l'obtention de la législation favorable. Plus tard, elle sera chargée de la formation de la Saskatchewan Co-operative Ascenseur de l'Entreprise.
Le SGGA a aidé à lancer la « Saskatchewan wheat Pool », une coopérative de commercialisation créée en 1924. En 1926, la SGGA fusionné avec l'Union des Agriculteurs du Canada, une organisation plus radicale, qui avait déjà décidé de se séparer de la SGGA, pour créer les United Farmers of Canada,

## Arrière-plan historique
Le Loi de 1902 sur les Grains du Manitoba a été conçue pour prévenir les abus par les négociants en grains et les chemins de fer et assurer des pratiques loyales dans l'essor du commerce des céréales dans les provinces des prairies du Canada. L'année précédente, près de la moitié de la récolte avait été perdue en raison du manque d'espace dans les silos-élévateurs et le manque de wagons de chemin de fer.

## Histoire de la SGGA

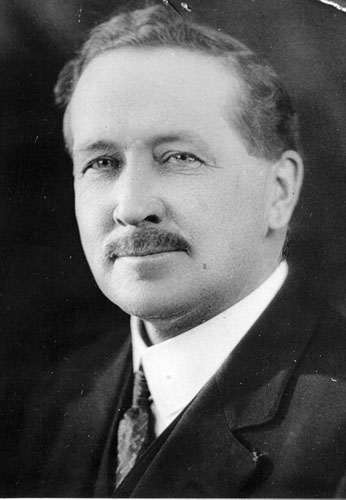
John Archibald Maharg (1872-1944), premier président de la SGGA

En 1906, les fermiers de TGGA ont rebaptise leur association pour cette province en la "Saskatchewan Grain Growers' Association" (SGGA). John Archibald Maharg (1872-1944) a été le premier président de la SGGA, de 1910 à 1923.
Edward Alexander Partridge, de Sintaluta, a parlé lors de la convention de la SGGA de cette année-là, et a attaqué le système de manutention des grains. Au début de 1908, Edward Alexander Partridge a convaincu la SGGA d'approuver le principe que les bâtiments des silos à grains doivent être la propriété de la province et les exploitants de silos terminaux agréés par le Canada.
Le SCEC était une société coopérative dont les actions étaient vendus à des agriculteurs, qui ne pouvaient pas acheter plus de dix actions de chacun. Elle a été étroitement associée à l'action de la SGGA et avec le Parti Libéral de la Saskatchewan. John Archibald Maharg, président de la SCEC, a également été président de la SGGA, et en 1921, ministre provincial de l'agriculture dans le gouvernement Libéral.

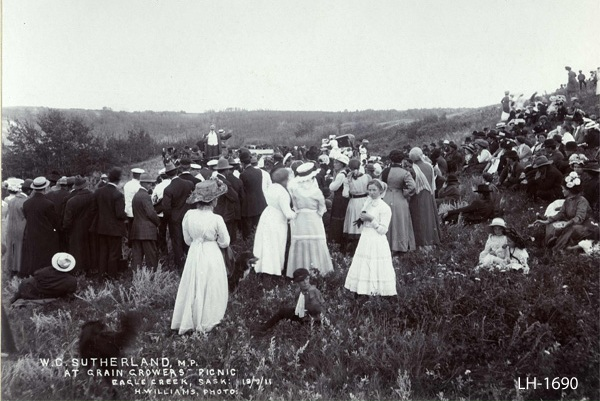
William Charles Sutherland (DÉPUTÉ Libéral) adresses de la Saskatchewan Grain Growers' pique-Nique à Eagle Creek, le 19 juillet 1911

Les relations de la SCEC avec les Libéraux, a attiré les critiques de ceux qui estiment qu'une coopérative doit être politiquement neutre, en particulier de ceux qui n'ont pas appuyé les Libéraux. En 1921, un groupe dissident de gauche a quitté SGGA pour former l' Union des Agriculteurs du Canada.
Au début de 1924, les organisateurs des Coopératives céréalières au Canada, inspirés par leur succès en Alberta, ont commencé des campagnes pour faire adhérer les agriculteurs de la Saskatchewan et de l'Alberta. Les deux organisations agricoles en Saskatchewan, les coopératives et le gouvernement provincial ont fourni 45 000 dollars par avance. En date du 6 juin 1924, la coopérative de la Saskatchewan avait fait signer 46500 contrats d'adhésion couvrant plus de la moitié de la superficie de la province. La coopérative a été incorporée comme la Co-Operative des Producteurs de Blé de la Saskatchewan.
Le SCEC a soulevé des difficultés au sujet de laisser à l'utilisation de la piscine de profondeur, et la piscine fait d'autres arrangements.
Une réunion spéciale des membres de la SCEC en avril 1926 a voté pour vendre la coopérative, qui a pris toutes les installations de la SCEC.

## Fusion
Edward Alexander Partridge a fait campagne pour que la Commission Canadienne du Blé, dissoute en 1920, puisse être rétablie. Il n'a pas réussi, mais sa campagne a conduit à la création, en 1926, de la section de la Saskatchewan de l'Organisation des Agriculteurs du Canada. Cette dernière avait été créée par une fusion entre l'Union des Agriculteurs du Canada, organisation plus radicale, avec la Saskatchewan Grain Growers Association. Le premier leader de l'UFC a été George Williams et Edward Alexander Partridge a été fait président d'honneur de l'organisation.